# Sawley (Lancashire)
Sawley – wieś w Anglii, w hrabstwie Lancashire, w dystrykcie Ribble Valley. Leży 51 km na północ od miasta Manchester i 306 km na północny zachód od Londynu. W 2001 miejscowość liczyła 305 mieszkańców.